# Agustín Vuletich
Agustín Vuletich (Arias, 3 novembre 1991) è un calciatore argentino, attaccante dell'UTA Arad.

## Biografia
Nato in Argentina, ha origini croate.

## Carriera

### Club
Proveniente dalle giovanili del Vélez Sársfield, debutta nella partita Vélez-Arsenal, terminata 3-0, in cui sostituisce Juan Manuel Martínez nei minuti finali.
Il primo gol da professionista arriva il 23 aprile, in Vélez Sársfield-Quilmes (2-3), in cui va a segno nei minuti di recupero.
Il 28 gennaio 2012, ha firmato un contratto che lo lega fino a giugno all'Associazione Calcio Bellinzona, club svizzero di Challenge League(Serie B).
Il 18 luglio 2018 passa a titolo definitivo alla Salernitana.
Viene acquistato dal Potenza per la stagione 2019-2020.

## Palmarès

### Club

#### Competizioni nazionali
- Campionato argentino: 1

Vélez Sársfield: Clausura 2011
- Copa Colombia: 1

Ind. Medellin: 2020